# Laurențiu de Câmpulung

Mormântul lui Laurencius de Longo Campo

Laurențiu de Câmpulung, în latină Laurencius de Longo Campo (d. 1300, Suceava), a fost ultimul comite sas al orașului Câmpulung (în germană Langenau), din Țara Românească. După modelul comunităților săsești din Transilvania, și grupul de sași stabiliți la sud de Carpați a avut în frunte un comite, ce purta și numele de greav. 
Laurențiu de Longo Campo a fost, probabil, ultimul comite al Câmpulungului. Piatra sa funerară se află și astăzi în Biserica Bărăția din Câmpulung. Lespedea funerară respectivă constituie cel mai vechi document epigrafic medieval din Țara Românească și, în același timp, prima mențiune scrisă a orașului. Inscripția, redactată în limba latină, este datată în anul 1300 și are următorul text: Hic sepultus est comes Laurencius de Longo-Campo, pie memorie, anno Domini MCCC („Aici este înmormântat comitele Laurențiu din Câmpulung, spre pioasă amintire, în anul Domnului 1300”). În jurul acestui personaj s-a stârnit o amplă dezbatere științifică, unii istorici considerându-l un reprezentant al regelui maghiar, alții un simplu ales al comunității săsești din Câmpulung, ce dădea seamă unuia din voievozii de la sud de Carpați (probabil celui ce rezida la Argeș). Funcția comitelui a fost înlocuită apoi de cea a „județului”, ales de orășeni și ajutat de 12 pârgari („bürgeri”).